# Sveti Lenart (Cerklje na Gorenjskem, Slovenija)
Sveti Lenart je naselje u slovenskoj Općini Cerklju na Gorenjskem. Sveti Lenart se nalazi u pokrajini Gorenjskoj i statističkoj regiji Gorenjskoj. 

## Stanovništvo
Prema popisu stanovništva iz 2002. godine naselje je imalo 28 stanovnika.